# Area metropolitana di Madrid

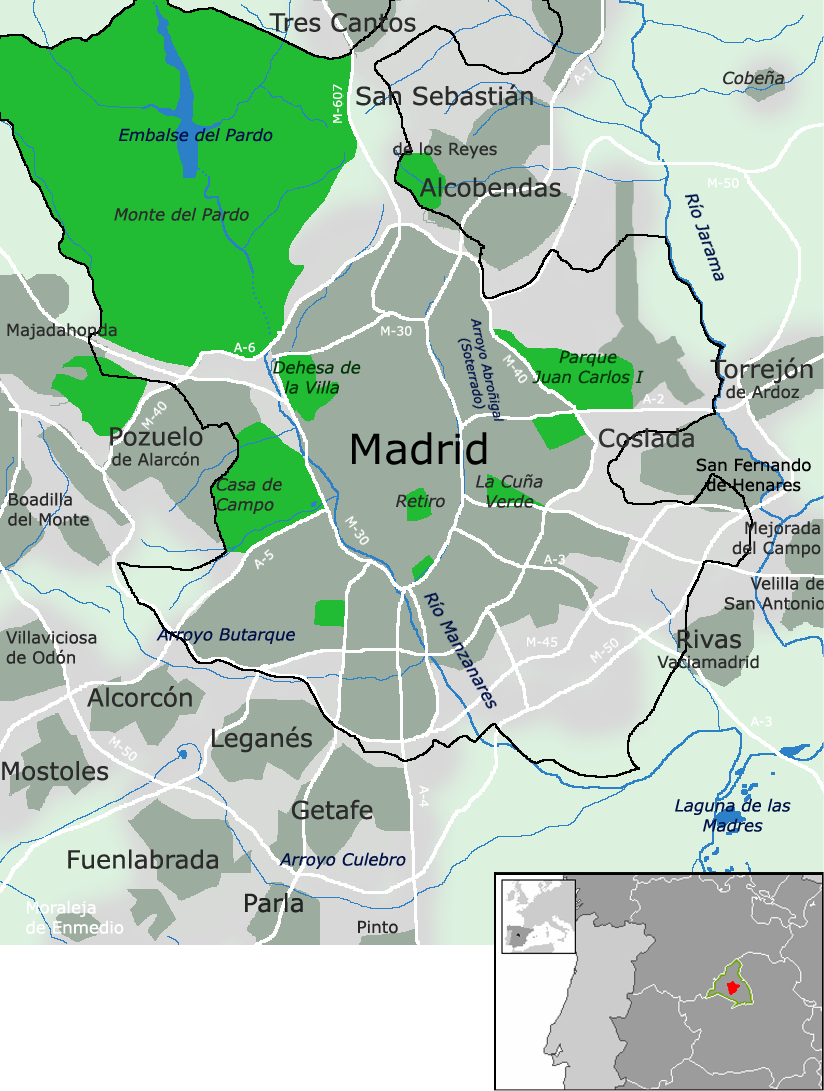
Area metropolitana di Madrid

L'area metropolitana di Madrid si trova al centro della penisola iberica attorno alla sua città principale: Madrid. Si tratta dell'area metropolitana più popolata di Spagna e la quinta d'Europa, dopo quelle di Mosca, Istanbul, Londra e Parigi. Ciò nonostante, a tutt'oggi, non esiste ancora una definizione legale che definisca i comuni che ne fanno parte e conseguentemente il registro delle aree metropolitane del Ministero delle amministrazioni pubbliche non mostra alcuna area metropolitana nell'ambito della Regione di Madrid.
La Comunità di Madrid è una comunità autonoma uniprovinciale creata nel 1983.
Nell'articolo 76 ("aree ed entità metropolitane"), la  Legge 2/2003, dell'11 marzo, di Amministrazione Locale della Comunità di Madrid (BOCM del 18 marzo 2003) (archiviato dall'url originale il 3 marzo 2016), prevede la creazione di aree metropolitane:

## Tipologia
- Area urbana: è la zona con maggior densità di popolazione ma anche la più vicina alla capitale, con una distanza rispetto al centro di Madrid che al massimo arriva a 20 km. In questa zona si trovano città come Alcorcón, Leganés, Getafe, Móstoles, Fuenlabrada, Coslada, Alcobendas e Pozuelo de Alarcón.
- Area metropolitana: è una zona che presenta città generalmente più piccole e con una minore densità di popolazione. La distanza con la capitale varia tra i 17 ed i 27 km. Alcune tra le città di questa zona sono Villaviciosa de Odón, Parla, Pinto, Valdemoro, Rivas-Vaciamadrid, Torrejón de Ardoz, Alcalá de Henares, San Sebastián de los Reyes, San Fernando de Henares, Tres Cantos, Las Rozas de Madrid, Majadahonda y Boadilla del Monte.
- Regione metropolitana: è la cosiddetta Grande Madrid: Alcune fonti[1] stabiliscono un'area ancora più grande nella quale siano comprese città come Guadalajara, Segovia, Aranjuez, o Toledo[2] per la sua relazione economica, culturale e di servizi rispetto alla capitale.

## Caratteristiche

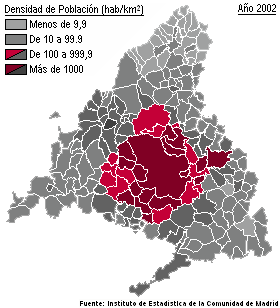
Cartina dei comuni dell'area metropolitana di Madrid secondo la loro densità di popolazione.

Lo sviluppo dell'area metropolitana di Madrid è stato segnato tanto dalle condizioni geografiche, quanto dalle caratteristiche economiche e dalle reti di trasporto esistenti o dalle politiche di crescita di determinati comuni.
Il terreno attorno alla città è relativamente pianeggiante, ad eccezione della "Sierra", e date le relative distanze ciò non ha ostacolato la crescita dell'area. Al contrario la crescita dei comuni della "Sierra" è stata molto maggiore rispetto al resto della comunità.
Uno dei fatti che hanno influito nello sviluppo dell'area è la presenza di grandi parchi e zone protette ai limiti di Madrid o addirittura all'interno dei confini comunali. È il caso del Monte de El Pardo e della Casa de Campo.
inoltre le città più grandi dell'area metropolitana di Madrid stanno nei pressi delle vie di grande comunicazione che partono da Madrid. È il caso di Majadahonda con la A-6, di San Sebastián de los Reyes e di Alcobendas con la A-1, dei comuni di corredor del Henares con la A-2, di Rivas-Vaciamadrid e di Arganda del Rey con la A-3 o di Getafe, Parla, Leganés, Alcorcón, Fuenlabrada e Móstoles con le A-4, A-42 y A-5. Quest'ultima regione, la zona sud, è quella che contribuisce maggiormente alla popolazione dell'area metropolitana.

## L'area metropolitana

### Antecedenti

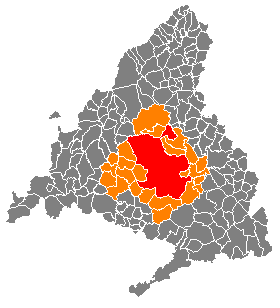
Area metropolitana di Madrid secondo il piano generale approvato nel 1964.

Nel 1961 il governo statale redasse il Piano generale di ordinamento dell'area metropolitana, che fu approvato nel 1963. Il 28 settembre 1964 si promulgò un decreto mediante il quale si creava l'area metropolitana di Madrid, che include 23 comuni: Madrid, Alcobendas, Alcorcón, Boadilla del Monte, Brunete, Colmenar Viejo, Coslada, Getafe, Leganés, Las Rozas, Majadahonda, Mejorada del Campo, Paracuellos del Jarama, Pinto, Pozuelo de Alarcón, Rivas-Vaciamadrid, San Fernando de Henares, San Sebastián de los Reyes, Torrejón de Ardoz, Velilla de San Antonio, Villanueva de la Cañada, Villanueva del Pardillo e Villaviciosa de Odón.
È importante notare che città che attualmente si considerano inglobate nell'area metropolitana di Madrid, come Móstoles, Parla o Fuenlabrada, non erano comprese nell'area definita dal piano del 1964.
| Comune                     | Superficie km² | Popolazione (ab.) | Densità (ab./km²) | Altitudine m slm | Distanza Madrid (km) |
| -------------------------- | -------------- | ----------------- | ----------------- | ---------------- | -------------------- |
| Madrid                     | 605,8          | 3.155.359         | 5.208,6           | 655              | 0                    |
| Alcobendas                 | 45,0           | 103.149           | 2.292,2           | 670              | 15                   |
| Alcorcón                   | 33,7           | 162.524           | 4.822,7           | 718              | 13                   |
| Boadilla del Monte         | 47,2           | 35.588            | 754,0             | 689              | 14                   |
| Brunete                    | 48,9           | 9.415             | 192,50            | 656              | 28                   |
| Colmenar Viejo             | 182,6          | 39.579            | 216,8             | 883              | 31                   |
| Coslada                    | 12,0           | 91.906            | 6.907,8           | 621              | 8                    |
| Getafe                     | 78,74          | 158.363           | 2.011             | 623              | 13                   |
| Leganés                    | 43,1           | 181.248           | 4.205,3           | 665              | 11                   |
| Majadahonda                | 38,5           | 61.788            | 1.604,9           | 743              | 18                   |
| Mejorada del Campo         | 17,2           | 20.245            | 1.177,0           | 578              | 24                   |
| Paracuellos de Jarama      | 43,9           | 7.568             | 172,4             | 690              | 28                   |
| Pinto                      | 62,2           | 37.559            | 603,8             | 604              | 20                   |
| Pozuelo de Alarcón         | 43,2           | 78.083            | 1.807,5           | 690              | 15                   |
| Rivas-Vaciamadrid          | 67,4           | 64.992            | 737,3             | 590              | 20                   |
| Las Rozas                  | 58,3           | 71.937            | 1.233,9           | 718              | 19                   |
| San Fernando de Henares    | 38,8           | 40.048            | 1.019,29          | 585              | 17                   |
| San Sebastián de los Reyes | 58,7           | 65.767            | 1.120,4           | 705              | 18                   |
| Torrejón de Ardoz          | 32,6           | 109.483           | 3.358,4           | 585              | 20                   |
| Tres Cantos                | 38,0           | 39.198            | 1.031,5           | 760              | 22                   |
| Velilla de San Antonio     | 14,4           | 9.332             | 648,1             | 553              | 32                   |
| Villanueva de la Cañada    | 34,9           | 14.084            | 403,6             | 652              | 38                   |
| Villanueva del Pardillo    | 26,2           | 10.721            | 409,2             | 652              | 26                   |
| Villaviciosa de Odón       | 68,1           | 24.963            | 366,6             | 650              | 22                   |
| Totale                     | 1.739,44       | 4.567.190         | 2625,67           | —                | —                    |